# Balvicar (cratère)
Pour les articles homonymes, voir Balvicar.
Le cratère Balvicar est un cratère d'impact de 20,35 km de diamètre situé sur Mars dans le quadrangle de Lunae Palus. Il a été nommé en référence au village de Balvicar en Écosse, au Royaume-Uni.